# Coma Palomera
La Coma Palomera és una coma del terme municipal de la Torre de Cabdella, del Pallars Jussà, dins del seu terme primigeni.
Està situada a l'extrem de llevant del terme, quasi limítrof amb Sarroca de Bellera (antic terme de Benés). És just al sud del Pic de Filià, al capdamunt de la vall del barranc de Coma Palomera, un dels que forma el riu de Filià.